# Rättsfall
Rättsfall är ett juridiskt ärende som prövats och avgjorts av en domstol. Rättsfall har stor betydelse för utvecklandet av lagens tillämpning och tillämplighet, så kallad rättspraxis. Den nutida juridiska vetenskapen brukar i stor utsträckning tillmäta dem avgörande vikt såsom prejudikat, så snart de kommit under prövning i en högre instans.
Rättsfallen, så vitt de behandlats av högsta instans, samlas och utges vanligen i periodiska publikationer, såsom i Sverige bland annat Nytt juridiskt arkiv och Regeringsrättens årsbok.